# 金門朱子祠
金門朱子祠，位於中華民國福建省金門縣金城鎮珠浦北路浯江書院內，為祭祀及了紀念宋朝理學家朱熹的祠堂，現屬中華民國國定古蹟。
朱子祠與浯江書院雖然同屬一個建築群體，但它不像該群體其他建築物一樣改建為現代化結構，仍然保持過去原有的傳統木材結構，因此僅有它被指定為古蹟。

## 歷史
宋紹興二十三年（1153年），朱熹任同安縣主簿，任内多次到金門視學，影響金門文風甚大，因此在浯江書院内建祠專祀，據浯江書院碑記，浯江書院始建於乾隆四十五年（1780年），當時金門通判移駐別處，舊衙署為衙吏黃汝試購買，改為書院，内祀朱子，不料第二年金門又設縣丞，新官無處辦公，書院遂被徵收為新縣署，後經士紳捐資，遷往原縣署西邊之義學舊址重新修建，書院前為儀門、大門，中為講堂，祀有文昌帝君，左右兩廊各有學舍八間，外為大庭、照墻，後即為朱子祠，在書院圍墻内。
嘉慶年間，縣丞李振青發起浯江書院和朱子祠重修工程，並捐資為朱子祠春秋祭費，道光年間，泉州道台倪琇和金門總兵楊繼勛募資修建左右廊房，入祀清官鄉賢。民國初年，浯江書院廢棄，民國15年（1926年）浯江書院改為金門縣縣立浯江小學，民國26年（1937年）日軍進犯金門，浯江書院損毀。
民國五十三年（1964年）在原址建金城鎮公所，將原有之木構建築改為鋼筋混凝土之建築，浯江書院遂不存，僅餘朱子祠存留。民國73年（1984年）對朱子祠進行維護整修，後在民國80年（1991年）經中華民國内政部公告為第二級古蹟，民國八十六年（1997年）改為福建省省定古蹟，民國八十九年（2000年）改為國定古蹟。民國九十二年（2003年）在朱子祠前的原址重建浯江書院，每年朱熹誕辰，金門縣政府會在朱子祠前庭院舉行祀典。

## 建築
金門朱子祠為傳統閩南紅磚建築，為三開間的歇山重檐結構，屋頂覆蓋紅瓦，大門上方懸有國學大師錢穆所題之「朱子祠」三字匾額，正墻兩側開有雕花鏤空圓窗，雕有花卉和歷史人物，室内為曡斗式大木結構，頂堵透雕琴棋書畫之圖，祠宇四周設出檐廊廡，但不立檐柱，祠前有月臺伸出，供祭祀之用，月臺外是地鋪紅磚的寬敞庭院，聯通浯江書院正堂後，西廊房名為福德祠，主祀福德正神，合祀原縣丞歐陽懋德、李振青和鄉賢許升、呂大奎、林希元、王力行、丘葵和吳琳、吳獻卿父子以及有「金門第一才子」之稱的明朝萬曆年間進士許獬，現範圍內有道光十八年（1838年）的「浯江書院膏火碑記」、「捐克膏火芳名錄」等文物，東廊房名為課燕齋，原為浯江書院塾師所居。

## 外部連結
- 金門朱子祠——文化部文化資產局 （页面存档备份，存于）
- 金門朱子祠 - 金門縣文化局

（页面存档备份，存于）